# یوسف مشار
یوسف مشار (۱۲۶۷خ – ۱۳۶۵خ اروپا) ملقب به مشار‌اعظم وزیر دوران پهلوی و نماینده مجلس شورای ملی در دوران قاجار و پهلوی بود.

## فعالیت های سیاسی
مشار‌اعظم در انتخابات دوره پنجم به نمایندگی بروجرد در مجلس شورای ملی انتخاب شد  اما پس از مدتی در وزارت معارف سمت مدیرکلی گرفت و به مجلس نرفت. پس از انقراض سلطنت قاجار که محمد علی فروغی نخست‌وزیر شد، در کابینه وی به کفالت (سرپرستی) وزارت معارف معرفی شد. در کابینه حسن مستوفی نیز که پس از فروغی روی کار آمد، کفیل و سپس معاون وزیر معارف ماند.
مشار در پانزدهم شهریور ۱۳۲۳ به عنوان وزیر پست و تلگراف کابینه محمد ساعد به مجلس معرفی شد. در کابینه مصدق نیز همین سمت را داشت. در انتخابات دوره هفدهم به وکالت مردم تهران به نمایندگی مجلس درآمد.